# 禾葉大戟
禾葉大戟（学名：Euphorbia graminea）为大戟科大戟屬下的一个种。

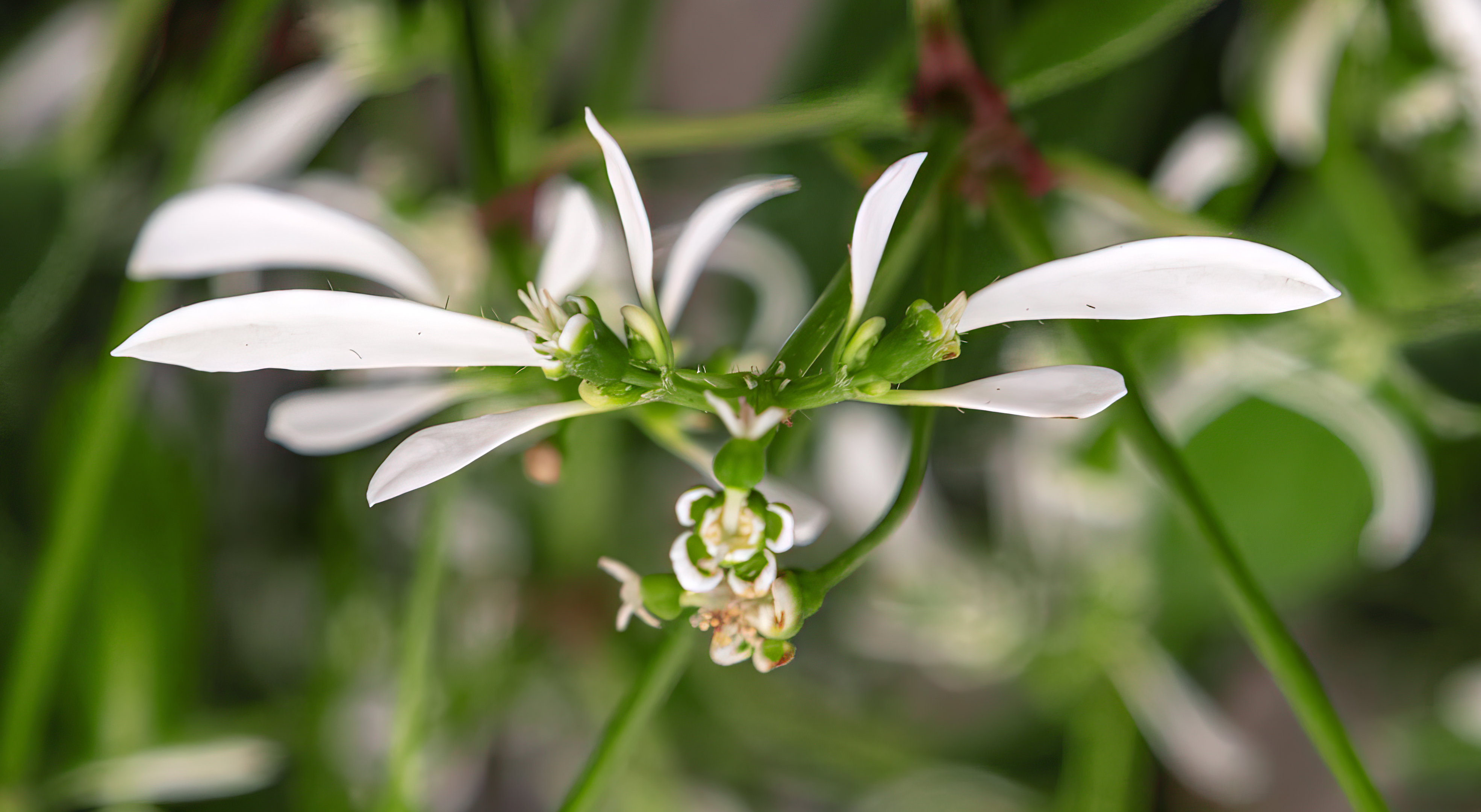
Euphorbia graminea - 花

## 扩展阅读
- 維基物種上的相關：禾葉大戟